# ماساهيرو كانيكو
ماساهيرو كانيكو (باليابانية: 金子 昌広) (مواليد 2 فبراير 1991)، هو لاعب كرة قدم ياباني سابق كان يلعب كلاعب وسط.

## وصلات خارجية
- ماساهيرو كانيكو على موقع رابطة كرة القدم اليابانية للمحترفين (اليابانية)
- ماساهيرو كانيكو على موقع قاعدة بيانات كرة القدم.إي يو (الإنجليزية)
- ماساهيرو كانيكو على موقع Soccerway.com (الإنجليزية)
- ماساهيرو كانيكو على موقع عالم كرة القدم.نت (الإنجليزية)